# R'Dheidhi
R'Dheidhi è uno dei tre comuni del dipartimento di Barkewol, situato nella regione di Assaba in Mauritania. Contava 6.315 abitanti nel censimento della popolazione del 2000.